# Читре
Читре (ісп. Chitré) — місто, розташоване на території провінції Еррера (Панама); адміністративний центр провінції Еррера і однойменного округу.

## Історія
Заснований у 1848 році.

## Географія
Площа — 12,4 км. Населення - 9092 осіб (2010 рік).
Через місто не проходить Панамериканське шосе.